# Philortyx fasciatus
Philortyx fasciatus là một loài chim trong họ Odontophoridae.